# Shelif
El sheliff és una varietat d'amazic que és parlat a Algèria. Tradicionalment se'l considera un dialecte del shenwa, un dels dialectes de les llengües zenetes d'Algèria Occidental. Blench (2006) en canvi afirma que aquesta varietat forma part del continu dialectal rifeny.